# Felinia subapicalis
Felinia subapicalis är en fjärilsart som beskrevs av Walker 1870. Felinia subapicalis ingår i släktet Felinia och familjen nattflyn. Inga underarter finns listade i Catalogue of Life.